# 為了愛而心太軟
《為了愛而心太軟》是歌手任賢齊的為進軍香港市場而發行的一張合輯，由滾石唱片香港公司於1997年9月23日發售。專輯收錄任賢齊加盟滾石唱片後發行的前兩張專輯《依靠》、《心太軟》中的歌曲。同時加贈一張VCD，收錄4首歌曲MV。

## 曲目
1. 心太軟
2. 依靠
3. 保持距離
4. 愛怎麼放手
5. Can't Stop Loving You
6. 愛過才心痛
7. 為了愛（與李心潔合唱）
8. 浪漫手牽手
9. I Feel Good
10. 一個男人的眼淚